# 砂のミラージュ
『砂のミラージュ』（スペイン語原題: Espejismo）は、1972年製作、1973年公開のペルー映画。
アルマンド・ロブレス・ゴドイ監督、セザール・エリアス主演。日本ヘラルド映画配給。
砂漠に近い村でサッカー選手になることを夢みる貧しい少年ヘルナン。ヘルナンには、広大な地主の館に一人で暮らすホセという友人がいた。ホセは、よろめきながらも砂漠をひたすら走り続ける男の幻影に囚われていた。あの男は誰か？現実と幻のはざまをたゆたうなかで、過酷な運命に引き裂かれた一組の男女の悲恋の物語がよみがえる。

## スタッフ
- 製作 - ベルナルド・バティアフスキー
- 監督 - アルマンド・ロブレス・ゴドイ
- 脚本 - アルマンド・ロブレス・ゴドイ
- 撮影 - マリオ・ロブレス・ゴドイ
- 音楽 - エンリケ・ピネラ

## キャスト
- ホアン・ホセ - セザール・エリアス
- ヘルナン - ヘルナン・ベジャール
- リナ - エレナ・ロホ
- ドン・フランシスコ - オルランド・サッシャ
- ホアン - ミゲル・アンジェル・フロレス
- 先生 - ガブリエル・フィガロア